# Ниц
Ниц (нем. Nitz) — община в Германии, в земле Рейнланд-Пфальц. 
Входит в состав района Вульканайфель. Подчиняется управлению Кельберг.  Население составляет 43 человека (на 31 декабря 2010 года). Занимает площадь 1,08 км².